# Ceratonereis (Simplisetia) similisetis
Ceratonereis (Simplisetia) similisetis is een borstelworm uit de familie Nereididae. Het lichaam van de worm bestaat uit een kop, een cilindrisch, gesegmenteerd lichaam en een staartstukje. De kop bestaat uit een prostomium (gedeelte voor de mondopening) en een peristomium (gedeelte rond de mond) en draagt gepaarde aanhangsels (palpen, antennen en cirri).
Ceratonereis (Simplisetia) similisetis werd in 1878 voor het eerst wetenschappelijk beschreven door Grube.